# El Timbre de Guadalupe
El Timbre de Guadalupe är en ort i Mexiko.   Den ligger i kommunen Pinal de Amoles och delstaten Querétaro Arteaga, i den centrala delen av landet, 180 km norr om huvudstaden Mexico City. El Timbre de Guadalupe ligger 889 meter över havet och antalet invånare är 216.
Terrängen runt El Timbre de Guadalupe är varierad. El Timbre de Guadalupe ligger nere i en dal. Runt El Timbre de Guadalupe är det ganska glesbefolkat, med 38 invånare per kvadratkilometer. Närmaste större samhälle är Pinal de Amoles, 16,1 km nordväst om El Timbre de Guadalupe. I omgivningarna runt El Timbre de Guadalupe växer huvudsakligen savannskog.